# Хасимото, Хакару
Хакару Хасимото (яп. 橋本策 Хасимото Хакару, 5 мая 1881 — 9 января 1934) — японский врач, учёный, впервые описавший заболевание, впоследствии названное тиреоидитом Хасимото.
Родился в деревне Мидаи (префектура Миэ), окончил медицинский факультет Университета Кюсю в 1907 году, затем учился в отделении хирургии под руководством первого японского нейрохирурга Хаяри Миякэ (1867—1945).
В 1912 году опубликовал статью, в которой впервые был описан аутоиммунный тироидит, позже названный именем учёного.
Учился в Университете Георга-Августа в Гёттингене, затем в Англии. В 1916 году вернулся на родину и стал доктором в Игамати. В 1934 году скончался от брюшного тифа.